# Bishop's Waltham
Bishop's Waltham, ook Bishops Waltham, is een civil parish in het bestuurlijke gebied Winchester, in het Engelse graafschap Hampshire met 6723 inwoners.

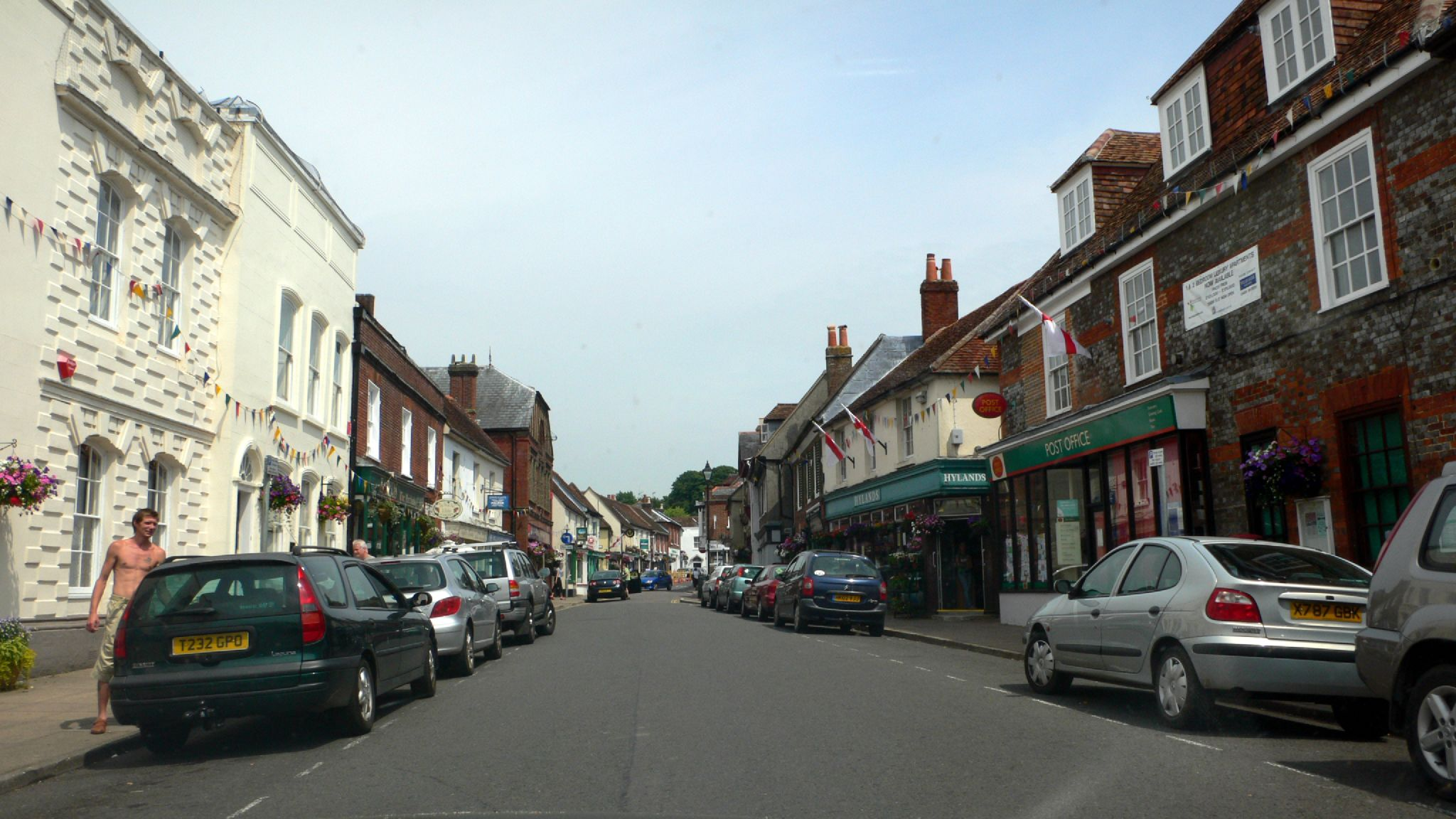
Bishop's Waltham
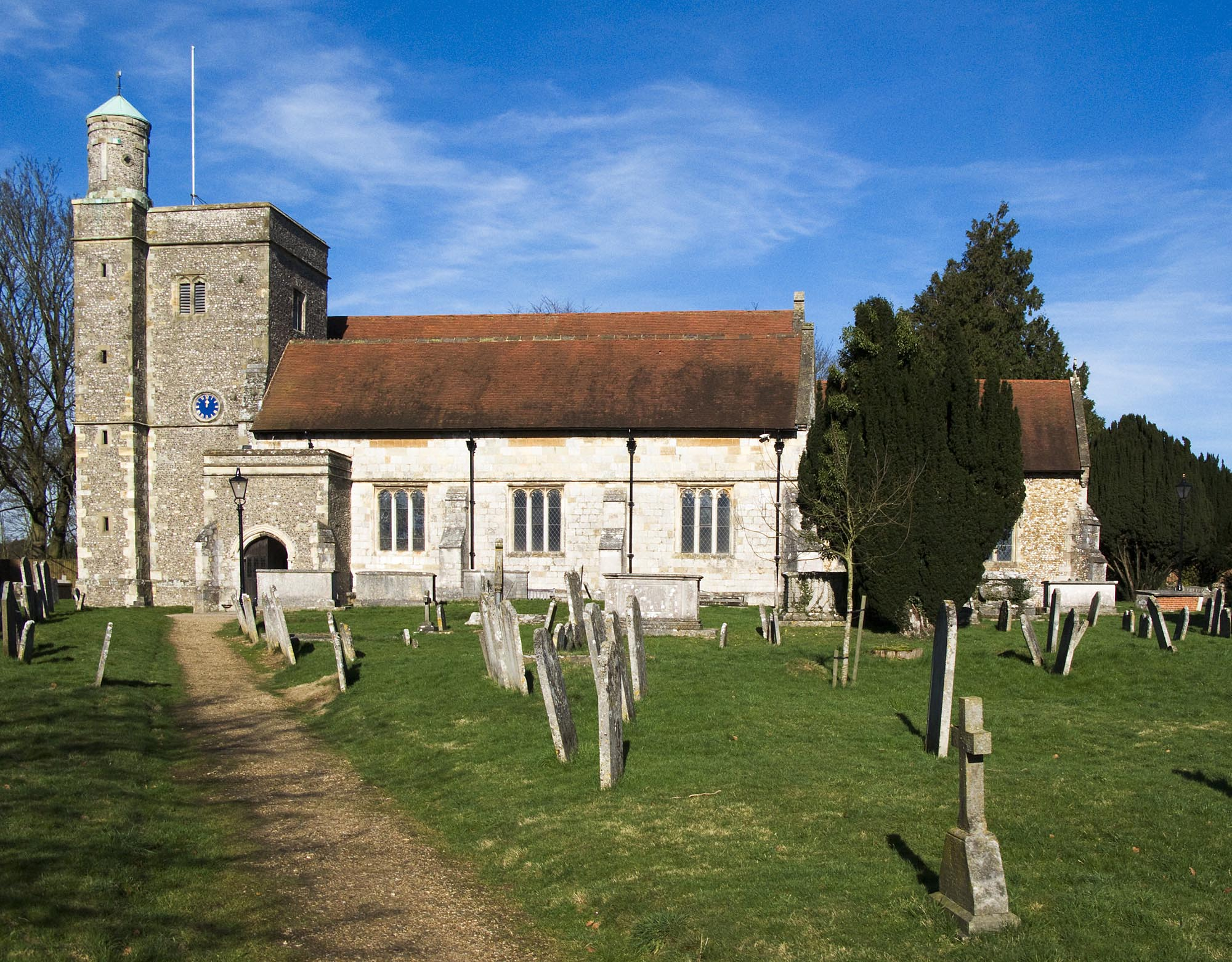
Kerk van St. Peter